# Enrico D'Ovidio
Enrico D'Ovidio (Campobasso, 11 agosto 1843 – Torino, 21 marzo 1933) è stato un matematico e politico italiano, che contribuì alla fondazione di quella che sarà la scuola italiana di geometria algebrica.

## Biografia
Dal Molise si trasferì a Napoli dove studiò privatamente con il conterraneo Achille Sannia (anche lui nato a Campobasso) e Giuseppe Battaglini e ottenne la laurea in matematica nel 1869. Dal 1872 insegnò algebra e geometria analitica all'Università di Torino, di cui fu rettore dal 1880 al 1885.
I suoi maggiori allievi furono Giuseppe Peano e Corrado Segre.
Nel 1878 venne eletto membro dell'Accademia delle Scienze di Torino; nel 1883 divenne membro dell'Accademia dei Lincei; nel 1905 fu nominato senatore.
Fu anche rettore del Politecnico di Torino, dal 1906 al 1922.
Era fratello del filologo Francesco D'Ovidio. 

## Opere
- Geometria, analitica. (Torino: Fratelli Bocca, 1896).
- Teoria analitica delle forme geometriche fondamentali. Lezioni date nella Regia università di Torino (Torino: E. Loescher, 1885).
- Le funzioni metriche fondamentali negli spazi di quante si vogliano dimensioni e di curvatura costante, Ed. Salviucci, Roma, 1877